# Santana do Matos
Santana do Matos est une municipalité brésilienne située dans l'État du Rio Grande do Norte.